# Canal Griebnitz

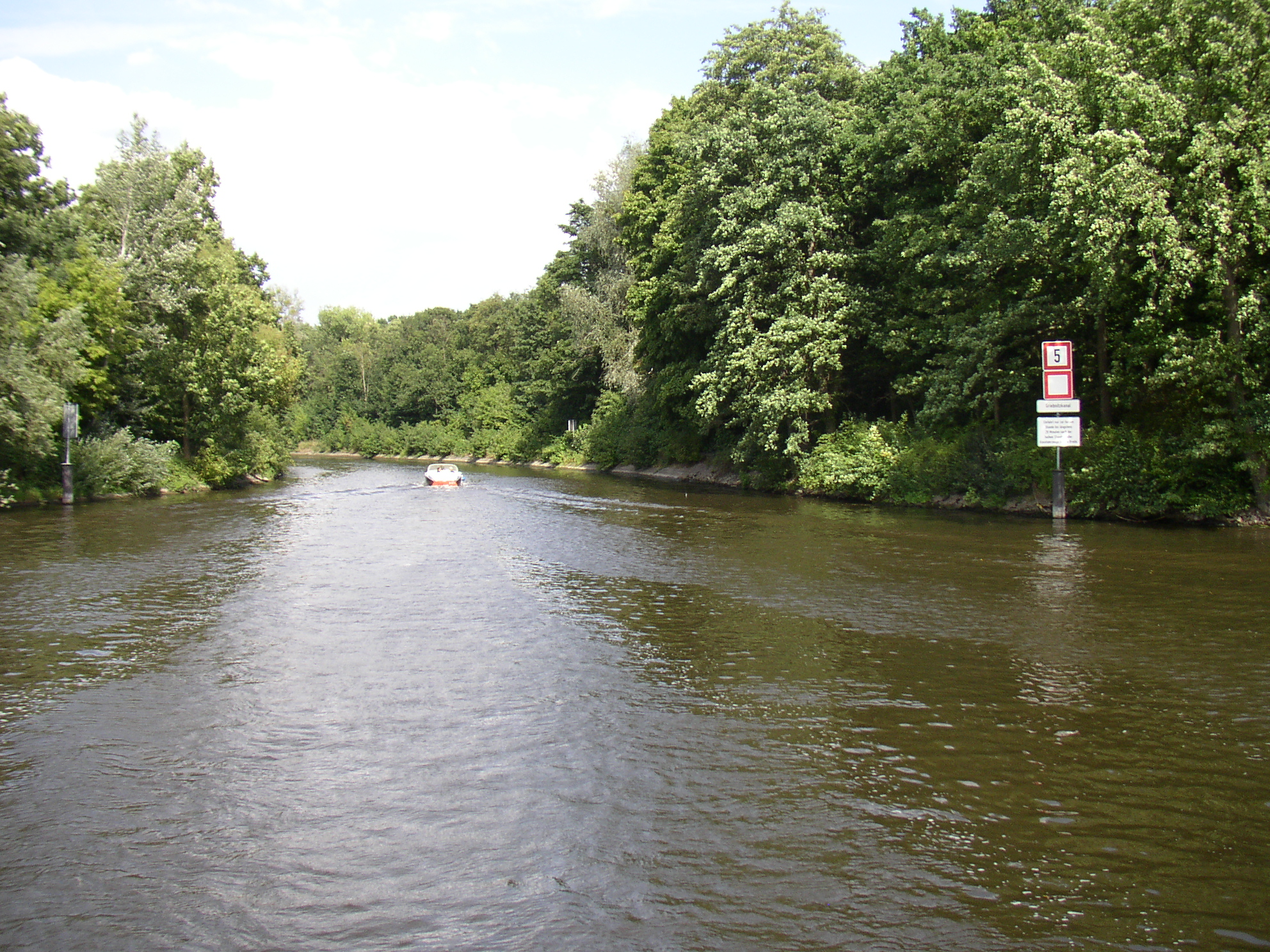
Entrée du canal au niveau du Lac de Griebnitzsee.

Le canal Griebnitz est une voie d'eau artificielle située dans le quartier de Steglitz-Zehlendorf au sud-ouest de Berlin.
Le canal Griebnitz se compose de plusieurs tronçons navigables : le Wannsee Kleiner, le Pohlesee, le Stölpchensee et l'ancien canal du Prinz Friedrich-Leopold. Le canal relie le Wannsee avec le Griebnitzsee.
Le canal Griebnitz a une longueur de 3,9 kilomètres de long.  Il fut creusé en même temps que le canal Teltow entre 1901 et 1906.